# Elina Vaara
Pour les articles homonymes, voir Vaara (homonymie).
Elina Vaara (née  Kerttu Elin Sirén le 29 mai 1903 à Tampere – morte le 26 décembre 1980 à Helsinki) est une poétesse finlandaise, dont la carrière a été longue et diverse. 
Elina Vaara est son nom de plume, elle portera successivement les noms de  Sirén, puis en 1929 Viljanen, en 1930 Virtanen, en 1937 Vaaskivi, et à partir de 1944 Vehmas.

## Biographie
À ses débuts (dans le cadre notamment de la revue Nuori Voima, où elle fit paraître plus de quatre-vingts poèmes entre 1918 et 1924), elle était influencée par les chants populaires, puis elle a pratiqué un romantisme exotique typique des Porteurs de flambeau. Plus tard, elle a évoqué dans ses recueils l’Italie qu’elle avait visitée à de nombreuses reprises, et sur la fin de sa vie elle a notamment écrit des déplorations sur des thématiques nationales.
En 1924, elle rejoint le groupe des Porteurs de flambeau, des transfuges de Nuori Voima qui veulent renouveler la poésie en chantant la vie moderne et l’optimisme de la jeunesse. Au sein du groupe, son œuvre poétique est marquée par une tendance à la rêverie et au mysticisme (ainsi les poèmes « Mysterium » et « Étrange conte », dans le recueil Le Violon d’argent), mais dans les années 1930, notamment dans un de ses meilleurs recueils, Les Cercles de la nuit et du soleil (Yön ja auringon kehät), elle revient à l’évocation de choses plus concrètes, au-delà de la simple musicalité de la forme, et le motif de la forêt sollicite de plus en plus son inspiration.
Autour de la Deuxième Guerre mondiale et par la suite, elle subit une forte inspiration italienne, à la suite de nombreux voyages et de ses traductions du Tasse et de Dante ; elle redonne vie au passé mythique de l’Italie, par exemple dans son recueil Le diseur de contes (Sadunkertoja), où un conteur arabe, Mizar, rejoint l’armée du calife pour envahir la Sicile, au mépris des objurgations de Lailah, qui soupire après lui.
Elle a reçu la médaille Pro Finlandia.
Sa sépulture se trouve au cimetière d'Hietaniemi dans le quartier de Töölö de Helsinki.

## Ses ouvrages
- Kallio ja meri (1924)
- Satu sydämestä ja auringosta (1925)
- Hopeaviulu (1928)
- Pilven varjo (1930)
- Kohtalon viulu (1933)
- Yön ja auringon kehät (1937)
- Loitsu (1942)
- Huone holvikaaren päällä (1943)
- Äiti ja lapsi (1943)
- Elämän armo (1946)
- Kaupunki ja erämaa (1948)
- Sadunkertoja (1954)
- Salaisuuksien talo (1955)
- Valikoima runoja (1958)
- Valitut runot (1959)
- Mimerkki (1963)
- Lokikirja (1965)
- Suru (1980)
- Radanvarren Fuuga (1981)

## Prix et récompenses
- Prix national de littérature 1928, 1930, 1933
- Prix de la Société de littérature finlandaise 1948
- Médaille Pro Finlandia  1959
- Prix Aleksis Kivi 1968.
- Prix littéraire de la ville de Tampere, 1963